# Fonction de Möbius
Pour les articles homonymes, voir Moebius.
En mathématiques, la fonction de Möbius désigne généralement une fonction multiplicative particulière, définie sur les entiers strictement positifs et à valeurs dans l'ensemble {–1, 0, 1}. Elle intervient dans la formule d'inversion de Möbius.
Elle est utilisée dans des branches différentes des mathématiques. Vue sous un angle élémentaire, la fonction de Möbius permet certains calculs de dénombrement, en particulier pour l'étude des p-groupes ou en théorie des graphes. En arithmétique, elle est parfois définie comme l'inverse de la fonction multiplicative constante 1, pour l'opération convolution de Dirichlet. On la trouve encore pour l'étude des polynômes cyclotomiques sur le corps des nombres rationnels. Son rôle est analogue pour les corps finis et, par voie de conséquence, la fonction de Möbius intervient dans la théorie des codes correcteurs. En théorie analytique des nombres, la fonction de Möbius est plus souvent introduite à l'aide des séries de Dirichlet. Elle intervient dans certaines démonstrations liées à l'étude de l'hypothèse de Riemann sur les nombres premiers.

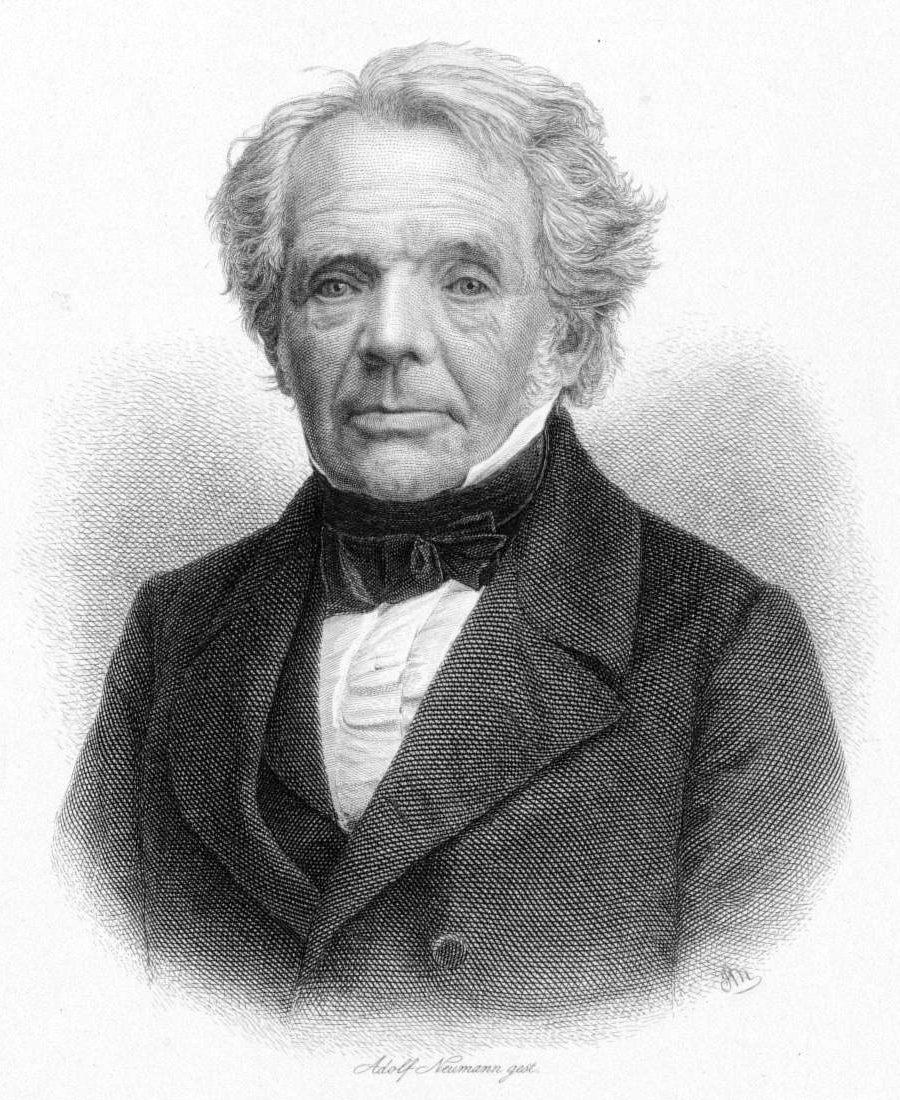
August Ferdinand Möbius (1790-1868) est le premier à étudier systématiquement la fonction qui porte maintenant son nom.

L'usage de cette fonction est ancien : on le trouve chez Euler en 1748 ou encore chez Gauss dans ses Disquisitiones arithmeticae en 1801. C'est néanmoins Möbius qui le premier l'étudie systématiquement, en 1832.

## Définition et propriétés

### Définition
Dans toute la suite de l'article, N désigne l'ensemble des entiers naturels et N* celui des entiers strictement positifs. La définition la plus courante est la suivante :
Définition de la fonction de Möbius — La fonction de Möbius μ est définie de N* dans {–1, 0, 1}. L'image μ(n) d'un entier n > 0 vaut :
- 0 si n est divisible par un carré parfait différent de 1 ;
- 1 si n est le produit d'un nombre pair de nombres premiers distincts ;
- –1 si n est le produit d'un nombre impair de nombres premiers distincts.

Le tableau de ses vingt premières valeurs est donc :
| n    | 1 | 2  | 3  | 4 | 5  | 6 | 7  | 8 | 9 | 10 | 11 | 12 | 13 | 14 | 15 | 16 | 17 | 18 | 19 | 20 |
| μ(n) | 1 | –1 | –1 | 0 | –1 | 1 | –1 | 0 | 0 | 1  | –1 | 0  | –1 | 1  | 1  | 0  | –1 | 0  | –1 | 0  |

et le graphe de ses cinquante premières valeurs est :

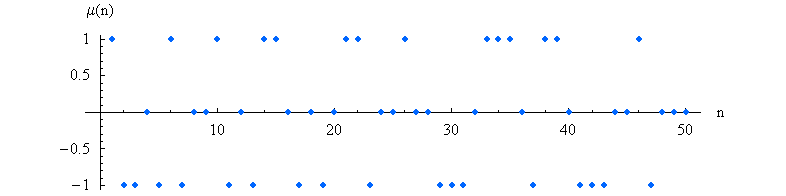

### Définition équivalente
Caractérisation de la fonction de Möbius — La fonction de Möbius est l'inverse de la fonction constante 1 pour la convolution de Dirichlet, c'est-à-dire l'unique fonction arithmétique μ telle que pour tout entier n > 0, la somme des valeurs de μ sur tous les diviseurs positifs de n vaut :

Avec cette seconde définition, μ est automatiquement, comme 1, multiplicative, c'est-à-dire que :

{\displaystyle \mu (1)=1} et pour tous {\displaystyle m,n\in \mathbb {N} ^{*}} premiers entre eux, {\displaystyle \mu (nm)=\mu (n)\mu (m)}.

### Formule d'inversion de Möbius
La seconde définition permet de démontrer rapidement que pour toute fonction arithmétique f :

La fonction arithmétique g définie par
{\displaystyle \forall n\in \mathbb {N} ^{*}\quad g(n)=\sum _{d\mid n}f(d)}
vérifie
{\displaystyle \forall n\in \mathbb {N} ^{*}\quad f(n)=\sum _{d\mid n}\mu \left({\tfrac {n}{d}}\right)g(d)}.

## Combinatoire

### Définitions et propriétés élémentaires
Une approche combinatoire permet de généraliser l'étude ci-dessus. La technique consiste à étudier un ensemble A fini et ensemble partiellement ordonné dont la relation d'ordre est notée ≤. On utilise la définition suivante :
Définition d'une chaîne — Soient a et b deux éléments de A tels que a ≤ b. Pour tout entier naturel p, on appelle chaîne de longueur p joignant a à b, toute suite finie (x0, x1, ..., xp) telle que :
Dans la suite du paragraphe, on note cp(a, b) le nombre de chaînes de longueur p reliant a à b. On dispose immédiatement de quelques propriétés. Par exemple, si a est un élément de A, cp(a, a) vaut 1 pour p = 0 et vaut 0 pour p > 0, et si b est un élément de A strictement plus grand que a alors c0(a, b) = 0 et c1(a, b) = 1. Plus généralement, on établit le lemme suivant :
Lemme — Si a et b sont deux éléments de A tels que a < b alors, pour tout entier naturel p,
En effet, toute chaine de longueur p + 1 joignant a à b est composée d'une chaîne de longueur p reliant a à c et d'une chaîne de longueur 1 reliant c à b, ce qui démontre la première égalité. La deuxième se montre de la même manière.
Gian-Carlo Rota définit une nouvelle fonction de Möbius, qu'il note μA, et dont on verra qu'elle généralise μ :
Définition de G.-C. Rota de la fonction de Möbius μA — La fonction de Möbius μA, à valeurs entières, est définie sur A×A par :
Autrement dit, on compte positivement toutes les chaînes de longueurs paires reliant a à b et négativement celles de longueurs impaires. On remarque de plus que ces définitions restent valables si A est infini, à condition qu'il n'existe qu'un nombre fini d'éléments situés entre a et b (on dit alors que l'ordre est localement fini (en)). Le lemme permet de démontrer l'analogue suivant de la caractérisation de  μ :
Caractérisation de μA — Soient a et b deux éléments de A tels que a < b :
Le produit de convolution de Dirichlet se généralise, permettant d'associer à tout ordre localement fini A son algèbre d'incidence (en), et le résultat ci-dessus se reformule alors par l'interprétation de μA comme un inverse dans cet anneau unitaire.
Ce résultat permet aussi de montrer une formule d'inversion pour μA.

### Relation entre la définition de Möbius et celle de Rota
Ici, l'ensemble A désigne celui des entiers strictement positifs munis de la relation d'ordre : a ≤ b lorsque a est un diviseur de b.
Cet ordre est localement fini, et lorsqu'on lui applique la caractérisation de μA avec 1 comme première variable, on retrouve la caractérisation μ.
On remarque aussi que si a divise b, l'application qui à une chaîne (x1, x1,..., xp) associe la chaîne (1, x2/x1,..., xp/x1) constitue une bijection entre l'ensemble des chaînes de longueur p reliant a à b et celles reliant 1 à b/a.
On en déduit donc :
Relation entre les définitions des fonctions de Möbius — En deux entiers strictement positifs a et b tels que a divise b, la fonction μ de Möbius et celle μA de Rota sont reliées par :
Via ce lien, la formule d'inversion classique pour μ peut être vue comme un cas particulier de celle pour μA.

## Série de Dirichlet
Pour tout nombre complexe s de partie réelle strictement supérieure à 1,
{\displaystyle \sum _{n=1}^{\infty }{\frac {\mu (n)}{n^{s}}}={\frac {1}{\zeta (s)}}\quad {\text{et}}\quad \sum _{n=1}^{\infty }{\frac {|\mu (n)|}{n^{s}}}=\sum _{n=1}^{\infty }{\frac {(\mu (n))^{2}}{n^{s}}}={\frac {\zeta (s)}{\zeta (2s)}}},
où {\displaystyle \zeta } est la fonction zêta de Riemann.
La fonction de Mertens {\displaystyle M} est définie par {\displaystyle M(n)=\sum _{k=1}^{n}\mu (k)}.
Le théorème des nombres premiers est équivalent à {\displaystyle \sum _{n=1}^{\infty }{\frac {\mu (n)}{n}}=0} et à {\displaystyle \lim _{n\to \infty }{\frac {M(n)}{n}}=0}. Une version plus élaborée du théorème des nombres premiers (avec une évaluation explicite du terme de reste) a été utilisée en 1899 par Edmund Landau pour démontrer : {\displaystyle \sum _{n=1}^{\infty }{\frac {\mu (n)\ln n}{n}}=-1}.